# Piekarstwo

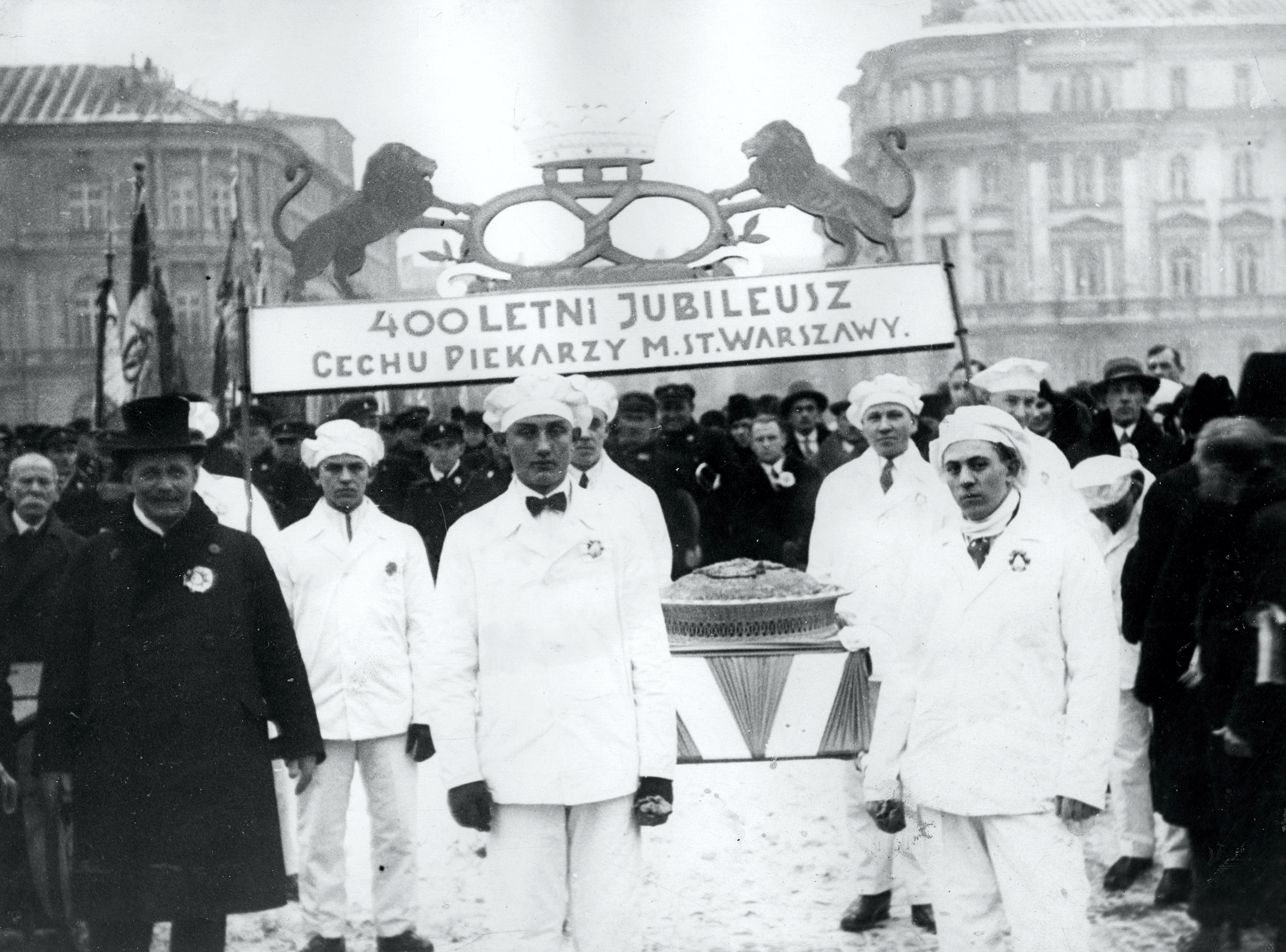
Jubileusz 400-lecia cechu piekarzy warszawskich

Piekarstwo – działalność polegająca na wytwarzaniu pieczywa, głównie chleba.
Działalność piekarską można prowadzić w domu, w zakładach rzemieślniczych lub w zakładach przemysłowych. Jeżeli działalność ta prowadzona jest w specjalnie do tego przeznaczonych pomieszczeniach, wówczas nazywa się je piekarnią.